# Michael Ben David
Michael Ben David (Asjekelon, 26 juli 1996) is een Israëlische zanger. In 2022 won hij X Factor Israel. X Factor was eveneens de Israëlische preselectie voor het Eurovisiesongfestival 2022. Met zijn nummer I.M stond hij in de tweede halve finale op 12 mei, in de Italiaanse stad Turijn, waar hij strandde in de halve finale.

## Biografie
Ben David is het tweede van in totaal vijf kinderen van een Joods-Russisch-Oekraïense moeder en een vader van Joods-Georgische afkomst. Hij groeide op en werd opgeleid in Petach Tikwa. Als tiener werd hij door klasgenoten gepest en in elkaar geslagen vanwege zijn hoge, vrouwelijke stem. In de zesde klas verhuisde Ben David naar HaKfar HaYarok, een zogenaamd 'jongerendorp'.
Op 16-jarige leeftijd kwam Ben David uit de kast als homoseksueel. Op zijn achttiende ging hij in militaire dienst en begon hij eveneens met acteerlessen.
Tegenwoordig woont Ben David met zijn partner in Ramat Gan.

## Discografie

### Singles
- 2022: Don't
- 2022: I.M

1973: Ilanit · 
1974: Poogy · 
1975: Shlomo Artzi · 
1976: Chocolad Menta Mastik · 
1977: Ilanit · 
1978: Izhar Cohen & The Alphabeta · 
1979: Gali Atari & Milk and Honey · 
1981: Hakol Over Habibi · 
1982: Avi Toledano · 
1983: Ofra Haza · 
1985: Izhar Cohen · 
1986: Moti Giladi & Sarai Tzuriel · 
1987: Lazy Bums · 
1988: Yardena Arazi · 
1989: Gili & Galit · 
1990: Rita · 
1991: Duo Datz · 
1992: Dafna Dekel · 
1993: The Shiru Group · 
1995: Liora · 
1998: Dana International · 
1999: Eden · 
2000: Ping Pong · 
2001: Tal Sondak · 
2002: Sarit Hadad · 
2003: Lior Narkis · 
2004: David D'Or · 
2005: Shiri Maimon · 
2006: Eddie Butler · 
2007: Teapacks · 
2008: Bo'az Ma'uda · 
2009: Noa & Mira Awad · 
2010: Harel Skaat · 
2011: Dana International · 
2012: Izabo · 
2013: Moran Mazor · 
2014: Mei Finegold · 
2015: Nadav Guedj · 
2016: Hovi Star · 
2017: Imri Ziv · 
2018: Netta Barzilai · 
2019: Kobi Marimi · 
2021: Eden Alene · 
2022: Michael Ben David · 
2023: Noa Kirel · 
2024: Eden Golan · 
2025: Yuval Raphael
- MusicBrainz: c8b022c8-4089-4817-9841-e5db2b7dc313
- Nationale Bibliotheek van Israël: 987011555257105171
- Virtual International Authority File: 8166475812007402159